# Eragrostis oreophila
Eragrostis oreophila là một loài thực vật có hoa trong họ Hòa thảo. Loài này được L.H.Harv. mô tả khoa học đầu tiên năm 1954.